# Marjan Pečar
Marjan Pečar, slovenski smučarski skakalec, * 27. januar 1941, Mojstrana, † 2. avgust 2019, Bistrica pri Tržiču.
Pečar je za Jugoslavijo nastopil na Zimskih olimpijskih igrah 1968 v Grenoblu, kjer je na srednji skakalnici osvojil šestinštirideseto mesto, na večji skakalnici pa devetintrideseto mesto. Največji uspeh kariere je dosegel z zmago na tekmi za Pokal Kongsberg na skakalnici na Galetovem v Ljubljani pred več kot 20.000 gledalci. To je bila druga in zadnja slovenska zmaga na tekmah Pokala Kongsberg. Med letoma 1959 in 1968 je nastopal na tekmah turneje štirih skakalnic, kjer se je osemkrat uvrstil v prvo trideseterico, najboljšo uvrstitev pa je dosegel 30. decembra 1965, ko je bil na tekmi v Oberstdorfu trinajsti. 